# Exobasidium vexans
Exobasidium vexans är en svampart som beskrevs av Massee 1898. Exobasidium vexans ingår i släktet Exobasidium och familjen Exobasidiaceae.   Inga underarter finns listade i Catalogue of Life.